# Кузьниця (Радомщанський повіт)
Кузьниця (пол. Kuźnica) — село в Польщі, у гміні Кодромб Радомщанського повіту Лодзинського воєводства.
Населення — 77 осіб (2011).
У 1975-1998 роках село належало до Пйотрковського воєводства.

## Демографія
Демографічна структура станом на 31 березня 2011 року:
|          | Загалом | Допрацездатний вік | Працездатний вік | Постпрацездатний вік |
| -------- | ------- | ------------------ | ---------------- | -------------------- |
| Чоловіки | 42      | 10                 | 28               | 4                    |
| Жінки    | 35      | 4                  | 20               | 11                   |
| Разом    | 77      | 14                 | 48               | 15                   |